# بلورة غروانية

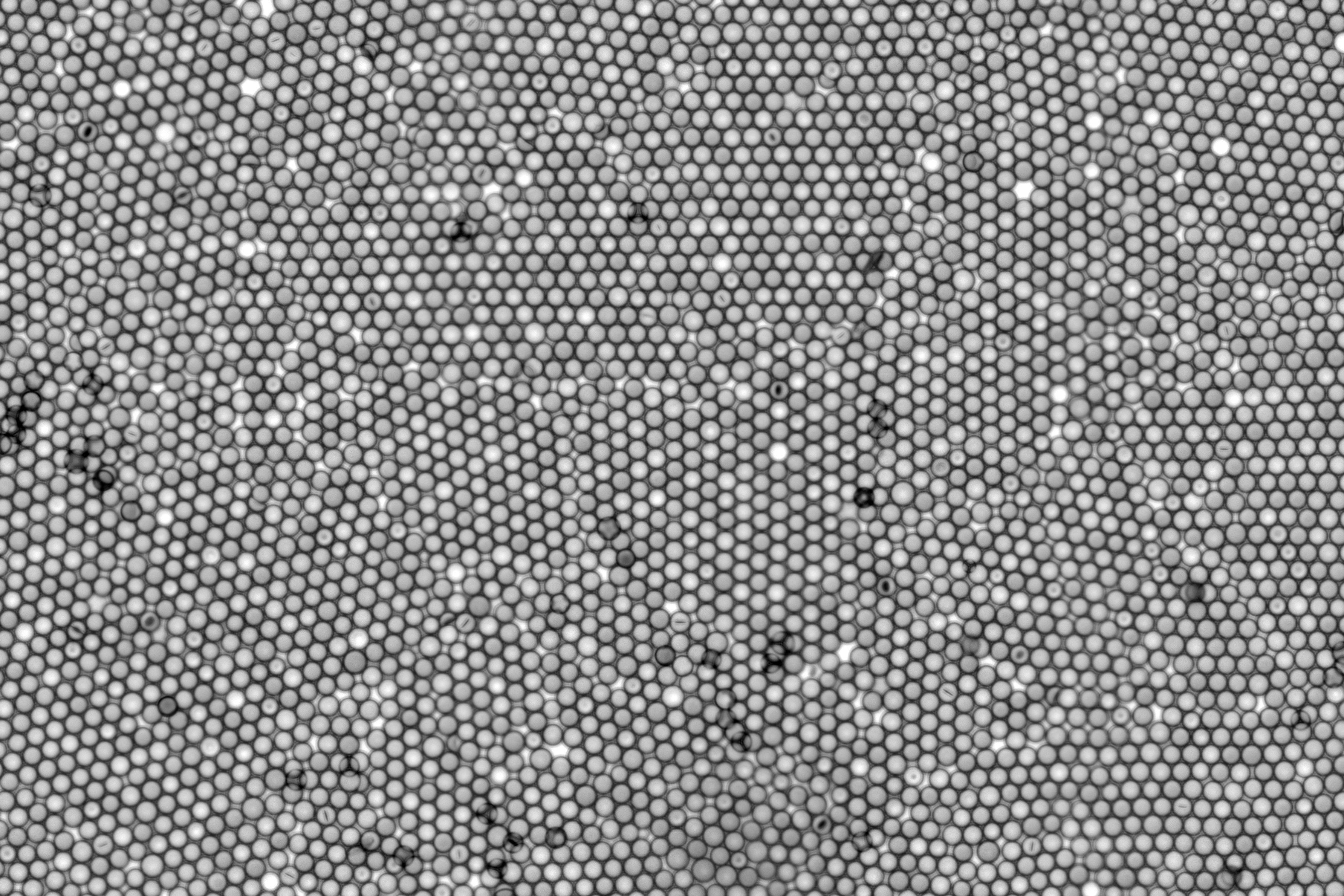

البلورة الغروانية وهي مصفوفة مرتبة من الذرات الغروانية، مماثلة لبلورة معيارية وحداتها الفرعية المتكررة هي الذرات والجزيئات. مثال من الطبيعة لهذه الظاهرة ممكن أن توجد في الحجر الكريم أوبال، حيث تكون مجالات ثاني أكسيد الكربون فيها مبنية بتعبئة متراصة (رياضيات) دورية تحت ضغط معتدل. معظم خصائص البلورات الغروانية تعتمد على التركيب، حجم الجسيمات، درجة الانتظام وترتيب التعبئة. التطبيقات تشمل الضوئيات، معالجة المواد، ودراسة التجمع الذاتي والتحولات الطورية.

## مقدمة
البلورة الغروانية هي مصفوفة مرتبة من الجزيئات الممكن تشكلها من مجال كبير جداً (سنتيمتر تقريباً). المصفوفات المماثلة لهذه ممكن أن تظهر بشكل مماثل لنظيراتها من الذرات والجزيئات مع اعتبارات القياس الصحيحة. المثال الجيد من الطبيعة لهذه الظاهرة هو الحجر الكريم أوبال، حيث تنتج مناطق واضحة من الطيف الملون من مجالات التعبئة المتراصة للمجالات الغروانية لثنائي أكسيد السيليكون الغير بلوري، SiO2 (انظر في الرسم الأيضاحي في الأعلى). الجزيئات الكروية تتكثف كتجمعات سلكونية وتشكّل مصفوفات عالية الترتيب بعد سنين من الترسيب والضغط الهيدروستاتي وقوى الجاذبية. المصفوفات الدورية للجزيئات الكروية تصنع مصفوفات مماثلة لمصفوفات الفراغات الخلالية، والتي تمثل الحدود الفاصلة للموجات الضوئية في البلورات الضوئية، خاصة عندما يكون الفراغ الخلالي بقيمة أسية بشكل مماثل للموجة الضوئية الساقطة.

## اصول
]]
أصول بلورات الغروانية يعود لخصائص جزيئية ل محلول بنتونايت والخصائص الضوئية لطبقات فريدرش شيلر في محلول الأكسيد الحديدي. الخصائص تعتمد على ترتيب الجزيئات أحادية الانتثار غير عضوية.
المواد الغروانية الاحادية الانتثار قادرة عل تشكيل مصفوفات مرتبة بمجال كبير، متواجدة في الطبيعة. اكتشاف W.M. Stanley للنظم المتبلورة للتبغ وفيروسات الطماطم كمثال على ذلك. باستخدام طرق حيود الأشعة السينية، تبين بعد ذلك انه عند التكثيف بالنبذ بالماء المخفف أو المستعلق، فإن جزيئات تلك الفيروسات تنتظم غالباً في مصفوفات عالية الترتيب.الجسيمات ذات الشكل العصوي في فيروس تبرقش التبغ
ممكن أن تشكل مشبك ثنائي الاتجاه مثلث الزوايا، بينما بنيةالمكعب تم تشكيلها من جزيئات كروية تقريباً في فيروس إعاقة النمو في البندورة. عام 1957، شرحت رسالة اكتشاف «فيروس حشرات مبلور» نشرت في صحيفة الطبيعة سمي بفيروس Tipula Iridiscent ، بسبب المصفوفتين اللتين يشكلهما على السطح البلوري بشكل مربع ومثلث، والتي استدل منها صاحب المنشور على تعبئة متراصة لنظام بلوري مكعب لجزيئات الفيروس. هذا النمط من المصفوفات المرتبة لوحظت أيضاً في مستعلق الخلية، حيث يكون التناظر متناسب مع نمط التكاثر للكائن حي. المحتوى المحدود للمادة وراثية تفرض قيود على حجم البروتين الذي ستشكله. العدد الكبير من نفس البروتين يبني درع حماية منسجم مع الطول المحدود لمحتوى حمض ريبي نووي RNA وحمض نوويDNA.
عرف منذ عدة سنين وحسب تفاعل كولوم، أن الجزيء الضخم بشحنة كهربائية في بيئة مائية ممكن أن تظهر روابط مماثلة للبلورية بمجال كبير مع مسافات فاصلة بين الجسيمات أكبر من قطر الجسيم الواحد. في كل الحالات في الطبيعة تقزح ضوئي مماثل يسببه الانحراف التداخل للأمواج الضوئية المرئية التي ينطبق عليها قانون براج. وبسبب الخصائص المرضية والنادرة، لا تتواجد الفيروسات ولا مادة الاوبال في مخابر الدراسات العلمية. التجارب التي تكشف الخصائص الفيزيائية والكيميائية لل«بلورات الغروانية» ظهرت كنتيجة طرق بسيطة طورت تدريجياً خلال 20 سنة من التحضير للمواد الغروانية الاصطناعية الاحادية الانتثار، في البوليمر والمعادن، وخلال مختلف الآليات، ومن خلال تطبيقها وحفظ البنية المرتبة بعيدة المدى.

## الاتجاهات
تحصل البلورات الغروانية على اهتمام متزايد بسبب آلية التنظيم والتركيب الذاتي، حركتها التعاونية، البنية المشابهة للبنية الملاحظة في فيزياء المواد المكثفة للسوائل والمواد الصلبة، التحول الطوري البنيوي.قاعدة الطور لجيبس اعتبرت في سياق الخواص الفيزيائية المماثلة، مع القياس المخصص، للمواد الصلبة المرنة. ملاحظة الفراغات الفاصلة بين الجزيئات أظهرت تناقص في الانتظام. وقاد ذلك إلى إعادة التقييم لأفكار لانغور حول وجود مكوَّن بمدى كبير من الجاذبية في الكمون بين الجزيئات.
للبلورات الغروانية أيضاً تطبيق في البصريات، والبلورات الفوتونية.علم الفوتونات هو علم توليد والسيطرة والكشف عن الفوتونات (حزم ضوئية)، خاصة في أشعة تحت الحمراء المرئية، لكن تمتد أيضاً لتشمل أشعة فوق بنفسجية وقسم الاشعة تحت الحمراء من الطيف الكهرومغناطيسي. ويشمل العلم إصدار الطيف الذري، النفاذية، التضمين، الكشف، التكبير، تبديل الموجات الضوئية عبر مجال من الترددات واطوال موجية. أجهزة علم الفوتون تتضمن المكونات الالكترونية الضوئية مثل الليزر (Light Amplification by Stimulated Emission of Radiation) lasers وألياف بصرية. التطبيقات تتضمن الاتصالات، معالجة المعطيات، التنوير، المطيافية، تصوير تجسيمي، الطب،(جراحة، تصحيح الإبصار، التنظير الداخلي)، عسكرية (الصاروخ الموجه) التكنولوجيا، الزراعة الروبوتيات.
البنى الغروانية البلورية وصفت على انها القاعدة الأساسية لعلم المواد الغروانية. الجزيء ذو التركيب الذاتي لوحظ في العديد من النظم الحيوية وبشكل أساسي بتشكيل مختلف البنى الحيوية المعقدة.وهذا يتضمن انبثاق مجموعة من المواد الحيوية ذات ميكانيكية جيدة على أساس الخواص البنيوية الميكروية والتصميمات الموجودة بالطبيعة.
الخواص الميكانيكية الرئيسية والبنيوية للخزف الحيوي، البوليمر المركب، الوحدات المرنة والمواد الخلوية المعاد تقديرها، مع التأكيد على المواد الشعاعية والبنيوية. المناهج التقليدية تركز على طرق استخدام المواد الحيوية للمواد الاصطناعية المألوفة. هذا الاستخدام يتم الوصول غليه بعد عدة عمليات معروفة في الأنظمة الحيوية في الطبيعة. وهذا يتضمن المركبات الذاتية التركيب في قياسات صغرية والبنى ذات التسلسل هرمي المتطورة.

## البلورات الضخمة

### التجمّع
التجمع في الغروانيات المتبددة (أو suspensions المستقرة) تميزت بدرجة الجذب بين الجسيمات. قوى الجذب الناتجة عن الطاقة الحرارية (مقدرة بkT)، حركة Brownian تنتج بنى irreversibly flocculated مع نسب متزايدة محددة بنسبة انتشار الجسيم. وهذا يوصل إلى وصف يستخدم متغيرات مثل درجة التفرّع، التشعب أوبعد كسري. النموذج ذو تفاعل عكوس ينمو بتعديل نموذج تجمع عنقود-عنقود مع طاقة جذب محدودة بين الجسيمات.
في الأنظمة حيث تكون قوى الجذب محجوزة بدرجات معينة، فإن التوازن بين القوى يؤدي إلى حالة فصل متوازنة، حيث تتواجد الجسيمات مع كمون كيميائي متساوٍ في طورين بنيويين متقطعين. طور الترتيب في المواد الصلبة الغروانية المرنة تعتمد على قاعدة برهان الانفعال المرونة أو (الانعكاس على الوجهين) بسبب قوى الجاذبية.
تتحدد كمية التشوه عبر انحراف المتغير المشبكي أو الفاصل بين الجزيئات.

### مرونة لزجة
الترتيب الدوري للمشابك يكون بشكل مرونة لزوجية خطية من المواد الصلبة عندما يتم اخضاعها لتشوهات كيميائية قليلة المطال. مجموعة أوكانو تترابط تجريبيا مع معامل القطع عند تردد القطع باستخدام تقنيات الرنين الميكانيكية في مجال الموجات فوق صوتية (40–70 kHz)  8. في اختبارات التذبذب (توضيح) عند ترددات أقل (> 40 Hz)، يكون النمط الأساسي للاهتزاز بترددات عالية نغمة عالية جزئياً (أو التوافقيات) كما يلاحظ.
بنيوياً معظم الأنظمة تبدي عدم استقرار واضح تجاه المجالات الدورية بمجال قصير فوق القيمة الحرجة للتذبذب، اللدونة هو نمط بدائي لإعادة الترتيب البنيوية.

### تحول طوري
التحول الطوري التوازني (مثال: ترتيب/عدم ترتيب)،معادلة حالة والقوى المحركة للتبلور الغرواني تم دراستها فعلياً والتوصل لتطوير طرق عديدة للتحكم بالتركيب الذاتي للجسيمات الغروانية. أمثلة على ذلك تشمل تقيل الغرواني وتقنيات خفض الجاذبية الفضائية كما تستخدم درجات الحرارة لتحديد مستوى الكثافة. وهذه طريقة حدسية في الاستدلال حيث أن درجة الحرارة لا تلعب دوراً في تحديد مخطط طور المحيط القاسي. رغم ذلك البلورات المفردة في الوسط القاسي (حجم 3 مم) استمدت من عينات من النظام المركز الذي يبقى في الحالة السائلة بغض النظر عن درجات الحرارة.

### تبعثر الفونون
باستخدام بلورة غروانية واحدة، تبعثر الفونون في الأنماط العادية للأنماط الاهتزازية تم الكشف عنها باستخدام ارتباط) فوتون مطيافي أو تبعثر الضوء الديناميكي. هذه التقنية تعتمد على الاسترخاء أو الاضمحلال للتركيز (أو الكثافة) للتقلبات. وهي غالباص ما ترتبط بنمط طولي في المجال الصوتي. ميزة إضافية في السرعة المتجهة للموجة الصوتية (وبالتالي معامل المرونة) بمعامل 2.5 الذي لوحظ في التحول البنيوي من سائل غرواني إلى غرواني متصلب أو نقطة الترتيب.

### خطوط كوسيل
باستخدام بلورة غروانية واحدة بشكل مكعب متمركز تظهر خطوط كوسيل بعدة نماذج وتستخدم لمراقبة الجزيئية الداخلية والحركة اللاحقة المسببة للتشوه في البلورات. التشوه المستمر أو المتجانس الناتج عن الإنتاج المحدود ل«البلور المتدفق»، حيث أن الكثافة الذرية تزداد بشكل ملحوظ بزيادة التركيز الجزيئي.
تم الاستقصاء عن المشابك الديناميكية لتكون طولية بالإضافة للنمط العرضي. استخدمت التقنية نفسها لتقييم عملية التبلور بالقرب من حافة انبوب زجاجي. يجب الأخذ بعين الاعتبار المكوّن بشكل مماثل لحدث التجانس الجزيئي –حيث يعتبر هذا الأخير حدث جزيئي متباين، يتبلور عند سطح الأنبوب الزجاجي.

### معدلات النمو
مكّن ضوء متشتت لليزر بزاوية صغيرة من تقديم معلومات عن تقلبات الكثافة المكانية أو شكل الحبيبات البلورية المتنامية. بالإضافة إلى استخدام المجهر ذو الماسح الليزري متحد البؤر لمشاهدة نمو البلورات بالقرب من سطح الزجاج. تم استحداث موجات عرضية باستخدام نبض تيار متردد وتم مراقبتها بالانعكاس الطيفي والتشتت الضوئي. الحركية الكيميائية للبلورات الغروانية تم قياسها كمياً، بنسب ذرية معتمدة على تركيز التعليق. وبشكل مماثل فإن نسب النمو البلوري بينت انها تقلل الخطية بزيادة التركيز المتبادل.

### الجاذبية الميكروية
اقترحت التجارب التي أجريت في الجاذبية الصغرية على مكوك الفضاء الكولومبي أن البنية المكعبة المتمركزة الوجوه ممكن أن يتم شدّها من الجاذبية الصغرية. تميل البلورات إلى عرض تلك البنية وحدها (تكديس عشوائية للبلورات المشبكية بشكل سداسي وجعلها متقاربة موثَقة)، وبشكل معاكس بالنسبة للبنية المختلطة والمكعب المتمركز الوجوه حيث تترك لوقت طويل حتى يحصل التوازن الميكانيكي بتأثير قوى الجاذبية الأرضية على الأرض.
العينات الغروانية الزجاجية أو (الغير مرتبة أو مادة لا بلورية) تبلورت بشكل كامل بالجاذبية الصغرية بأقل من أسبوعين.

## الأغشية الرقيقة
تم دراسة المشبّكات ثنائية البعد (الأغشية الرقيقة) باستخدام مجهر ضوئي، وكذلك الأقطاب الكهربائية المجمَّعة السطحية. الفيديو الرقمي المجهري كشف وجود طور توازن hexatic phase وكذلك طور من الدرجة الأولى للتحول من سائل-بلورات ثم بلورات-صلب. وهذا يبين أن الانصهار يجب أن يتم عبر الأزواج الغير مترابطة من المشبّكات المشوشة.

### الترتيب بعيد المدى
]]
الترتيب البعيد المدى لوحظ في الاغشية الرقيقة للسائل الغرواني في الزيت –بحافة ذات نتوء مسطح لبلورة منفردة مع انحياز مع نسق انعكاس عشوائي في الحالة السائلة. العيوب البلورية البنيوية لوحظت بشكل مباشر في الحالة الصلبة المرتبة كما في سطح فاصل بين الحالة السائلة والصلبة. العيوب المشبكية الحركية شوهدت في قانون براج، بسبب التضمين للموجات الضوئية في حقل الانفعال للتشوه والطاقة المرونية المخزنة الناتجة عنه.

### عيوب مشبكية حركية
كل التجارب دلت على خلاصة واحدة: البلورات الغروانية قد تحاكي في الواقع نظائرها الذرية على مستوى الطول (المكانية) والوقت (الزمانية). والعيوب ظهرت بغمضة عين في الأغشية الرقيقة للبلورات الغروانية الزيتية باستخدام مجهر ضوئي (حيوي) بسيط. لكن القياس الكمي لنسبة الانتشار يقدم تحدياً مختلفاً، الذي وجد في مجال قريب من السرعة أو الصوت.

## التطبيقات

### الضوئيات
تقنياً، البلورات الغروانية لها تطبيقات في عالم الضوئيات كفجوة طاقة ضوئية أو بلورات ضوئية. الأوبال الصناعي الذي يعكس خصائص الأوبال يتم تشكيلها بطريقتين إما بتطبيق قوى معينة أو بالترسيب الطبيعي والنتيجة واحدة: بنى مرتبة بعيدة المدى توفر انحراف للامواج الضوئية بطول موجة مقارن بحجم الجزيء. المواد الجديدة المركبة التي تم تشكيلها من أوبال البوليمر الشبه موصل، عادة تستخدم المشابك المرتبة لبناء مصفوفة مرتبة من الثقوب (أو المسام) التي تنتج بعد إزالة الجزيئات الأصلية المتحللة. البنى المجوفة المتبقية بشكل مشط العسل توفر قرينة الانكسار (نسبة إلى المصفوفة الجوية) كافية للمرشحات الانتقائية. دليل المتغيرات السائلة أو البلورات السائلة المحقونة في الشبكة تكون بديلة للفجوات.
تلك الأجهزة الحساسة للتردد تكون مثالية للتبديل الضوئي ومرشحات انتقاء التردد في أجزاء الطيف المرئية، فوق البنفسجية وتحت الحمراء، كما في الهوائيات العالية،الموجات الصغرية وترددات موجة المليمتر.

### تجهيزات الخزف
في التجهيزات الخزفية الجيدة، الحجم والشكل الغير مطلوب للجزيئات في المسحوق النموذجي يؤدي على أشكال غير موحدة تضريسياً لكنها تنتج اختلافات كثافة في التعبئة للمسحوق المضغوط.
الازدحام الغير قابل للسيطرة للمساحيق بسبب الجاذبية بتأثير قوى والس يمكن أيضاً أن تسبب ارتفاعاً في البنية الميكروية المتجانسة. قوى الإجهاد المختلفة التي تظهر كنتيجة للتجفيف الانكماشي المرتبط مباشرة بنسبة إزالة المذيب، ولذلك هناك اعتماد كبير على توزيع المسام.
تلك الجهود طبقت على تحويل البلاستيك-لمادة هشة والأجسام الصلبة، وكذلك على التشققات إذا لم يتم ترميمها.
أي تقلبات في الكثافة في المضغوطات التي يتم تجهيزها في تنّور عادة ما تضخّم أثناء عملية التكلّس، حيث ينتج التكثيف غير المتجانس.
بعض المسام والعيوب الأخرى الناتجة عن متغيرات التكثيف لعبت دوراً هاماً في عملية التكلس حيث ازدادت ونمت وبالتالي تحددت كثافة نقطة النهاية. إجهادات الاختلاف التي تظهر من عيوب عدم التجانس ظهرت أيضاً كنتيجة في امتداد التشققات الداخلية، وتحولت إلى تصدّعات شديدة.
مساحيق Monodisperse من السيلكا الغروية، على سبيل المثال، قد تكون استقرت بما فيه الكفاية للحصول على بلورات غروانية بدرجة عالية من الترتيب أو الكرستالات الغروية الصلبة التي تنتج عن التجميع أو طرق الندماج المسيطرة.
درجة الترتيب تكون محدودة بالزمان والمكان المسموح بها لمجال واسع من الترابط. البلورات الغروانية ذات البنية التي فيها عيوب تظهر كعناصر رئيسية في المقياس الغرواني، كما تظهر في المواد الغير مقياسية ولذلك بالخطوة الأولى يتم تطوير الفهم بشكل صارم لآلية تقييم البنية الميكروية في الأنظمة الاصطناعية مثل سيراميك المواد متناهية الصغر ceramic nanomaterials.
]]

### التجميع الذاتي
التجمع الذاتي مصطلح شائع مستخدم في المجتمع العلمي المعاصر لشرح التجمع العفوي للجسيمات (ذرات، جزيئات، غروانيات، مذيلات الخ) بدو نوجود أي قوى خارجية. المجموعة الضخمة من تلك الجسيمات تجمع نفسها بما يسمى ديناميكا حرارية مستقرة، المصفوفات ذات البنية الواضحة، يذكرنا تماماً بواحدة من الأنظمة السبعة للنظم البلورية الموجودة في علم الفلزات وعلم المعادن (أمثلة: المكعب المتمركز الوجه، المكعب المتمركز الجسم). الفرق الأساسي في البنية التوازنية في المقياس المكاني لخلية وحيدة (أو معامل التشبيك) في حالة كل جزيء.
التجميع الذاتي الجزيئي يتواجد بشكل كبير في الأنظمة الحيوية وتعطي البنى الحيوية المعقدة بمجال كبير. يتضمن ذلك الصنف الناتج عن المواد الحيوية الميكانيكية الشاملة المعتمدة على الخصائص البنيوية الميكروية والتصاميم الموجودة في الطبيعة. ولذلك فإن التجمع الذاتي يظهر كاستراتيجية جديدة في المركبات الكيميائية والتقنيات النانوية. البلورات الجزيئية، البلورات السائلة، الغروانيات، المذيلات، البوليمرات الذاتية الانفصال، المستحلبات، الأغشية الرقيقة وحيدة الطبقة الذاتية التجميع كلها امثلة لأنماط من البنى عالية التنظيم تستخدم التقنيات المذكورة. الخصائص المميزة لتلك الأنماط هو التنظيم الذاتي فيها.

## وصلات خارجية
- هياكل هيتيرو
- جامعة Utrecht
- التوسع النووي